# جون تيري (ممثل)
جون تيري (بالإنجليزية: John Terry)‏ هو ممثل أمريكي، ولد في 25 يناير 1950 بفلوريدا في الولايات المتحدة.

## أعمال

### أفلام
- (1987) أضواء النهار الحية[4][5][6]
- (1987) فول ميتال جاكيت[7]
- (1993) امرأة خطرة
- (2007) زودياك[8][9]
- (2009) تسعة[10]
- (2009) تسعة موتى
- (2009) طريق الحرب

### مسلسلات
- 24
- الإخوة والأخوات
- الضياع
- ميامي
- ملائكة تشارلي

## وصلات خارجية
- جون تيري على موقع IMDb (الإنجليزية)
- جون تيري على موقع ألو سيني (الفرنسية)
- جون تيري على موقع أول موفي (الإنجليزية)
- جون تيري على موقع قاعدة بيانات الأفلام السويدية (السويدية)
- جون تيري على موقع إن إن دي بي (الإنجليزية)
- جون تيري على موقع قاعدة بيانات الفيلم (الإنجليزية)
- جون تيري على موقع كينوبويسك (الروسية)